# Хрещатовское сельское поселение (Белгородская область)
Хрещатовское се́льское поселе́ние — упразднённое сельское поселение в Алексеевском районе Белгородской области России.
Административный центр — село Хрещатый.

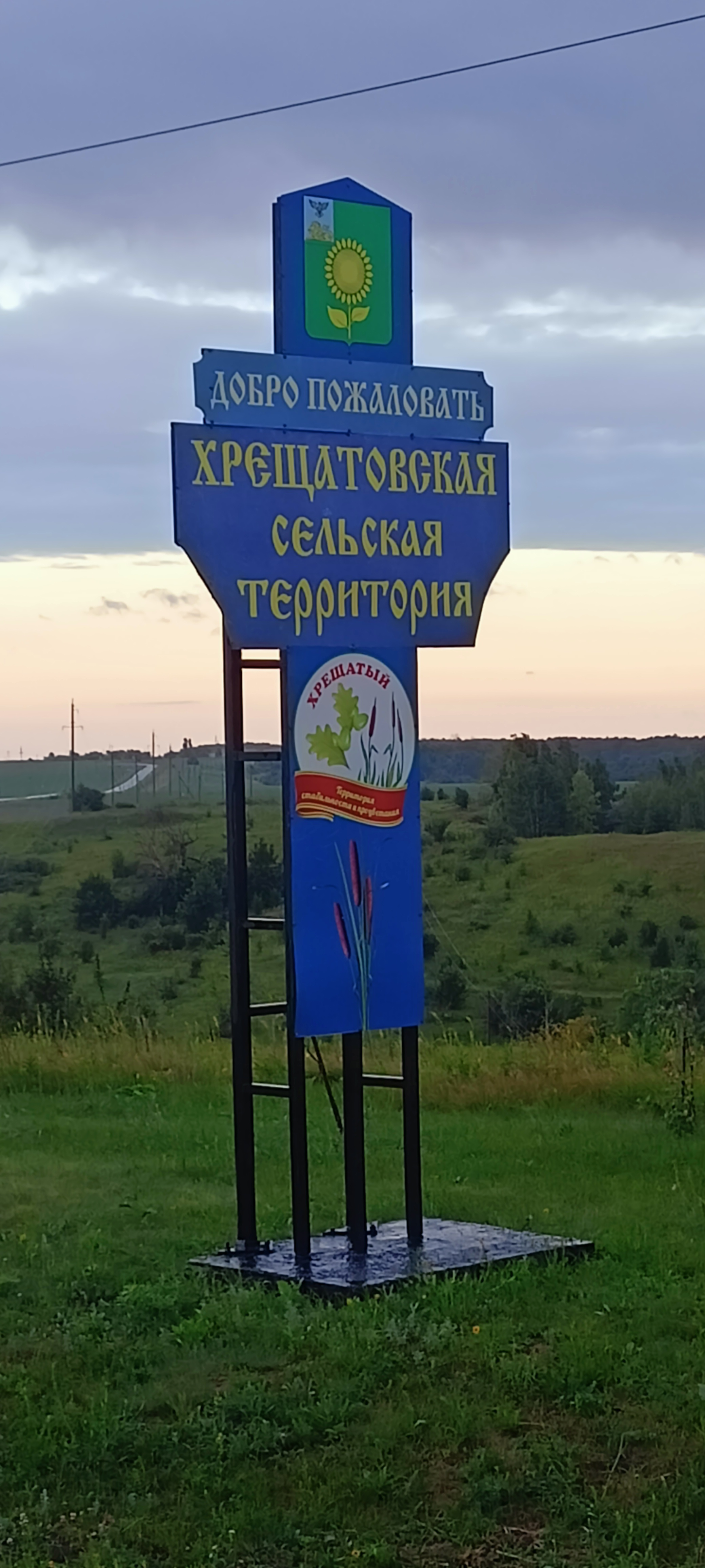

Упразднено 19 апреля 2018 с преобразованием Алексеевского муниципального района в Алексеевский городской округ.

## Население
| 2010  | 2011  | 2012  | 2013  | 2014  | 2015  | 2016  |
| ----- | ----- | ----- | ----- | ----- | ----- | ----- |
| 1105  | ↘1102 | ↘1067 | ↗1087 | ↘1085 | ↘1065 | ↘1047 |
| 2017  | 2018  |       |       |       |       |       |
| ↘1022 | ↘1009 |       |       |       |       |       |

## Состав сельского поселения
| №  | Населённый пункт | Тип населённого пункта        | Население |
| -- | ---------------- | ----------------------------- | --------- |
| 1  | Березняги-Вторые | хутор                         | ↘0        |
| 2  | Власов           | хутор                         | ↗173      |
| 3  | Зварыкино        | село                          | ↘36       |
| 4  | Камышеватое      | село                          | ↘283      |
| 5  | Климов           | хутор                         | ↘23       |
| 6  | Папушин          | хутор                         | ↘50       |
| 7  | Попов            | хутор                         | ↘3        |
| 8  | Станичное        | село                          | ↘217      |
| 9  | Сыроватский      | хутор                         | ↘15       |
| 10 | Хрещатый         | хутор, административный центр | ↘305      |